# Eremoleon nigribasis
Eremoleon nigribasis är en insektsart som beskrevs av Banks 1920. Eremoleon nigribasis ingår i släktet Eremoleon och familjen myrlejonsländor. Inga underarter finns listade i Catalogue of Life.